# Nevalı Çori
Nevalı Çori (in curdo Newala Çorî‎) fu  un insediamento neolitico del medio corso dell'Eufrate, nell'odierna Turchia orientale (provincia di Şanlıurfa). Vi sono stati rinvenuti templi ed esempi di scultura monumentale tra i più antichi del genere.
L'insediamento si trova a circa 490 m s.l.m., sulle pendici del Tauro ed è attraversato dal fiume Kantara, un affluente dell'Eufrate.

## Scavi
Il sito venne esaminato nel 1983, nel contesto degli scavi di emergenza per la costruzione della diga Atatürk. Le indagini furono condotte dall'università di Heidelberg, sotto la direzione di Harald Hauptmann. Attualmente il sito è sommerso dal lago artificiale creato con la costruzione della diga.

## Datazione
La collocazione del sito nella cronologia locale si basa sulla sua industria litica in selce: la presenza di punte strette e senza ritocchi, del tipo "Byblos", lo colloca nella fase 3 tra quelle individuate da Olivier Aurenche, cioè nel neolitico preceramico B antico e medio. Alcuni strumenti indicano una continuità nella fase 4 del neolitico preceramico B tardo. 
Il tipo di abitazioni, con canalizzazioni sotterranee, rinvenuto negli strati I-IV del sito, corrisponde al "livello intermedio" del sito di Çayönü, mentre la pianta differente di un singolo edificio nello strato V ("casa 1") si connette a quelli del "livello con pianta cellulare" di Çayönü.
Per la datazione assoluta, lo strato II di Nevalı Çori ha restituito oggetti datati mediante radiocarbonio alla seconda metà del IX millennio a.C., che corrisponde alle più antiche date anche nel sito di Çayönü e con la fase IV-A del sito di Mureybet. Lo strato IV sarebbe invece datato nel X millennio a.C. e, se questa datazione risultasse corretta, indicherebbe una comparsa molto precoce di neolitico preceramico B a Nevalı Çori.

## Resti archeologici
L'insediamento presenta 5 livelli architettonici. I resti scavati appartenevano a 23 case rettangolari allungate, contenenti da 2 a 3 file parallele di stanze, interpretate come magazzini adiacenti alla parte residenziale, composta da una struttura rettangolare con ante suddivisa da proiezioni di muri.
Le strutture presentavano spesse fondazioni a più livelli, costruite con ciottoli e macigni angolari, con gli interstizi riempiti da pietre più piccole. Ogni 1/1,5 m le fondazioni erano interrotte da canalizzazioni sotterranee, con andamento ad angolo retto rispetto all'asse principale della costruzione, coperte da lastre in pietra, ma aperte sui lati. Si pensa che potessero costituire un sistema di drenaggio o di aerazione. Alcune case contengono deposizioni di crani e di scheletri incompleti.
Un'area nella parte nord-occidentale del villaggio sembra essere stata di particolare importanza: nelle pendici era stato scavato un complesso cultuale nel quale sono state riconosciute 3 successive fasi architettoniche, appartenenti agli strati I-III del sito. Come a Göbekli Tepe erano presenti piloni monolitici che formavano la struttura portante di muri a secco e all'interno dell'ambiente si elevavano due pilastri di 3 m di altezza, che probabilmente sostenevano un soffitto piano e di materiale leggero.
Il calcare locale fu scolpito per ricavarne grandi statue, compresa una testa umana di dimensioni superiori al naturale, con un serpente o una coda di capelli nella parte posteriore del cranio. È stata ritrovata inoltre una scultura raffigurante un uccello e diverse statue antropomorfe a tutto tondo, che, qualora le datazioni venissero confermate, sarebbero le più antiche sculture a grandezza naturale conosciute. Materiali simili sono stati rinvenuti a Göbekli Tepe.
Sono inoltre state rinvenute diverse centinaia di figurine di terracotta (circa 5 cm), la maggior parte delle quali raffiguranti figure umane ed interpretate come offerte votive. Furono cotte a temperature tra i 500 e i 600 °C, suggerendo che la tecnologia per cuocere l'argilla fosse stata sviluppata prima dell'introduzione della ceramica.